# Pleuronota allardi
Pleuronota allardi är en skalbaggsart som beskrevs av Franz Antoine 1990. Pleuronota allardi ingår i släktet Pleuronota och familjen Cetoniidae. Inga underarter finns listade i Catalogue of Life.